# Shawn Crahan
Shawn Crahan (Des Moines, Iowa, 1969. szeptember 24. –) a Slipknot együttes perkása, továbbá a To My Surprise és a Dirty Little Rabbits együttesek dobosa, zenei producer.
Édesapja ingatlanfejlesztő. Saját bevallása szerint boldog gyerekkora volt. A korai 90-es években alkoholproblémái voltak, ami csupán súlyosbodott, amikor vásárolt Des Moines-ben egy bárt, "The Safari" névvel (ahol kezdő zenekarok léptek fel). Bevallotta, hogy megölte volna magát, ha nem találkozik feleségével, Chantellel. "A megváltó, az én hősöm. Ő mentette meg az életemet."
Mint a Slipknot minden tagja külsőre sokak számára ijesztő, de a maszk egy hatalmas szívet takar, feleségével 1993. június 27-e óta boldog házasságban élnek, ezt négy gyermekük (Alexandria, 21, Gage, 18, Gabrielle, 15, és Simon, 8, akik a Knot Fest-es Slipknot-koncert után dobálták be a dobverőket) is bizonyítja, a sors hatalmas tehetséggel áldotta meg, zenész, dalszerző, producer, rendező, de még fotóművészként is megállja helyét.

## A Slipknottal
Zenei pályája 1993-ban kezdődött, a Slipknot egyik alapító tagja (1995), mókamestere, a maszkok viselése is az ő ötlete volt, amikor is az egyik próbára maszkban lépett be (egy narancssárga hajú bohóc álarcban, amit manapság is gyakran használ fellépéseken, ("Dude"-nak, azaz "Haver"-nak becézni) s nem sokkal ezután társai is követték példáját, ahogy ő mondja, azért húztak maszkokat, hogy az emberek a zenéjükre figyeljenek, s ne arra, hogyan néznek ki. Igen beszédes ember, sok interjúban látni őt. Barátai "az őrület magjának" is szokták becézni.
Esztergályos múltjának köszönhetően ő készítette titánból saját és Chris Fehn dobját, amiknek a hangja így nem túl jellegzetes. A koncerteken rengeteg őrültséget követett már el, többször is eltörte csontjait, s persze a tűztől se rettent meg, több alkalommal is megégette magát mutatványai közben.
Rövid ideig ő futtatta a www.Slipknot2.com weboldalt (ami mára megszűnt). Sid Wilsonnal gyakran "harcolnak", de ezek nem komoly dolgok, inkább csak afféle "testvéri bunyók". Gyakran mondja, hogy a Slipknot nem csak egy átlagos zenekar, ez egy életforma, az igazi élet, s ő addig fog így "küzdeni", mint Clown, amíg mindenki meg nem érti a Slipknot célját, s azt, hogy az igazi élet az, amit ők mutatnak.
2011 augusztusában egy interjú keretében ezt nyilatkozta: “Könnyen össze tudom foglalni. A zenekarban mindenki mindig ír valamit. Legyen szó akár egy kazettás magnóról, egy egyszerű memóról az iPhone-odban, vagy esetleg Corey vethet papírra kezdeti ötleteket, netán Joey lemehet a stúdióba rögzíteni valamit, hiszen bármikor kibérelhet egyet magának, és ott is írhat. Úgy gondolom, hogy az emberek nem igazán értik, amit korábban mondtunk, és hogy mind másképp dolgozzuk fel Paul halálát. Van, aki túl akar lépni rajta, van, akinek még időre van szüksége. Ettől függetlenül persze mondhatjuk azt, hogy vannak olyan témáink, amik már meg vannak írva, de még semmit sem raktunk össze együtt, és addig nincs is ennek értelme, amíg fontosabb dolgunk is van. Az biztos, hogy a Stone Sour halad tovább a saját útján, és meg is érdemlik ezt.”

## Egyéb tudnivalók
Apocalyptic Nightmare Journey címmel jelent meg első könyve, mely egyébként már évek óta készült, a könyv előszavát a Metallica dobosa, Lars Ulrich írta meg, amiről ezt nyilatkozta Clown: “Ez egy művészi album inkább, mint könyv…" Annak is megvan az oka, hogy csak most jelent meg. Talán épp amiatt alakult így, mert a turnézás közben találkoztam Larsszal, akivel nagyon jóban vagyunk… Óriási megtiszteltetésnek vettem, hogy hajlandó volt részt venni a projektben.” Azt is bevallotta, hogy e könyv egyféle kompenzálása annak, hogy sose fejezte be a főiskolát, amivel magának is csalódást okozott, amikor feladta, s nem folytatta tanulmányait. A könyv egyfajta diplomamunka számára, egyféle fotógyűjtemény, s a benne lévő képek mind eredetiek.
2012-ben egy kevésbé ismertebb filmet rendezett, The Devil's Carnivalt.
Big Orange Clown Records névvel alapította meg 2005-ben saját zenei kiadóját, úgy tervezte, hogy kevésbé ismert zenekarokat fog támogatni, köztük a To My Surpriset is, de mikor az felbomlott, a kiadóval sem foglalkozott tovább.

## Diszkográfia
Slipknot
- 1996: Mate. Feed. Kill. Repeat.
- 1999: Slipknot
- 2001: Iowa
- 2004: Vol. 3 (The Subliminal Verses)
- 2008: All Hope Is Gone
- 2014: 5.:The Gray Chapter

To My Surprise
- 2003: To My Surprise

Dirty Little Rabbits
- 2007: Breeding
- 2009: Simon

### Producerként
- 2000: L.D. 50 - Mudvayne
- 2001: Invitation to the Dance - 40 Below Summer
- 2003: To My Surprise - To My Surprise
- 2005: The Imbuing - Gizmachi
- 2008: The American Nightmare - Dirtfedd

## Felszerelés
- 2 nagy tam
- 1 lábdob, fejjel lefelé
- 1 basszus dob, szintén fejtetőre állítva hogy lehessen ütni
- 1 üres Anhauser-Busch söröshordó

## Maszkok
Kezdetben egy szimpla bohócálarcot viselt, amit még a pincéjükben talált. Az Iowa idején egy pentagrammát festett rá és művért öntött rá, a Vol. 3 (The Subliminal Verses)-n pedig egy teljesen új, gézből készült álarcot kapott, bohócorral, amit Sid Wilson-hoz hasonlóan később ismét lecserélt egy furcsa, szürke mintázatú bohóc maszkra.